# Henri Léopold Lévy
Henri Léopold Lévy (* 23. September 1840 in Paris; † 29. Dezember 1904 ebenda) war ein französischer Maler.

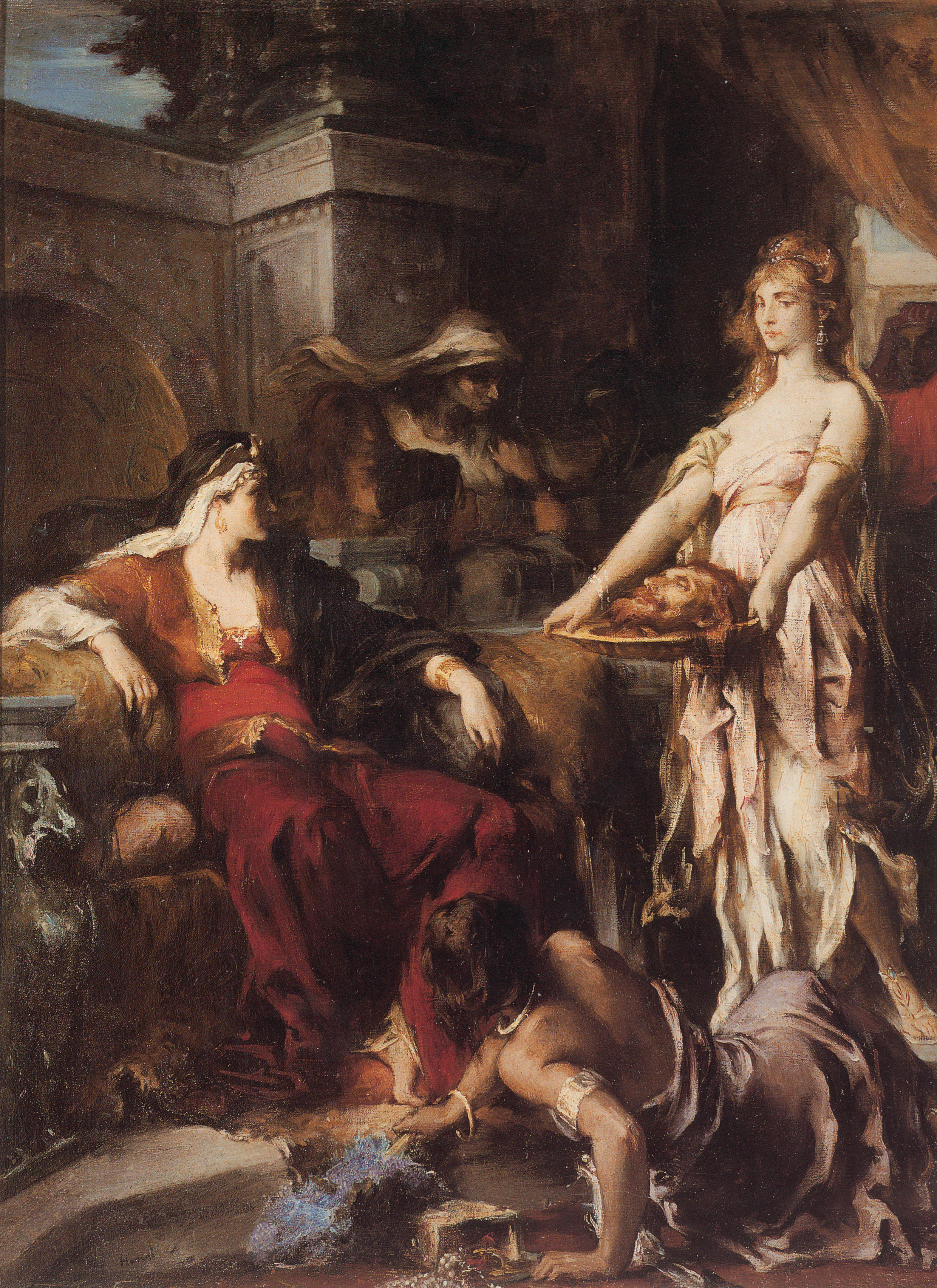
Henri Léopold Lévy: Hérodiade, 1872

## Leben
Lévy stammte aus einer Familie von Kunsthandwerkern, sein Vater war ein gesuchter Innenausstatter. Er besuchte die École des Beaux-Arts (EBA) und war dort u. a. Schüler von Alexandre Cabanel, Eugène Fromentin und François-Édouard Picot. Gefördert von seinen Lehrern konnte Lévy bereits 1865 anlässlich der großen Jahresausstellung des Salon de Paris erfolgreich debütieren. Sein ausgestelltes Werk „Hécube retrouve au bord de la mer le corps de son fils Polydore“ wurde dabei mit einer Goldmedaille ausgezeichnet.
Im Alter von 64 Jahren starb Henri-Léopold Lévy am 29. Dezember 1904 in Paris und fand dort auch seine letzte Ruhestätte.

## Ehrungen
- 1872 Ritter der Ehrenlegion

## Werke (Auswahl)
Ölbilder
- Hécube retrouve au bord de la me le corps de son fils Polydore. 1865.
- Joas sauvé du massacre des petits-fils d'Athalie. 1867.
- Hébreu captif pleurant sur les ruines de Jerusalem. 1869.
- Hérodiade. 1872.
- Samson et Dalila. 1899.[1]

Wandgemälde
- Zyklus aus dem Leben des Dionysius von Paris in der Kirche St-Merry (4. Arrondissement).
- Couronnement de Charlemagne im Panthéon (Paris).
- L'étude pour les gloires de la Bourgogne im Herzogspalast, Dijon.